# Thomisus citrinellus
Thomisus citrinellus es una especie de araña cangrejo del género Thomisus, familia Thomisidae. Fue descrita científicamente por Simon en 1875.

## Distribución
Esta especie se encuentra en el Mediterráneo, África, Seychelles, Yemen (continente, Socotra), Irak e Irán.